# Corticaria beloni
Corticaria beloni is een keversoort uit de familie schimmelkevers (Latridiidae). De wetenschappelijke naam van de soort werd in 1889 gepubliceerd door Edmund Reitter.